# Kay Hammond (actrice britannique)
Pour les articles homonymes, voir Kay Hammond et Hammond.
Kay Hammond (nom de scène de Dorothy Katherine Standing, née à Londres (Angleterre) le 18 février 1909 et morte à Brighton (Sussex de l'Est) le 4 mai 1980, est une actrice britannique.

## Biographie
Kay Hammond s'est mariée avec l'acteur John Clements (en).

## Filmographie

### Au cinéma
- 1930 : Children of Chance : Joyce
- 1931 : Out of the Blue : Angela Tucker
- 1931 : Fascination : Kay
- 1931 : Night in Montmartre : Margot
- 1931 : Almost a Divorce : Maisie
- 1931 : Carnival : Helen
- 1932 : The Third String : Hebe Tucker
- 1932 : Nine Till Six : Beatrice
- 1932 : A Night Like This : Mimi - Cocktail Shaker
- 1932 : Money Means Nothing : Angel
- 1932 : Sally Bishop : Janet Hallard
- 1933 : Britannia of Billingsgate : Pearl Bolton
- 1933 : The Umbrella : Mabel
- 1933 : Yes, Madam : Pansy Beresford
- 1933 : Bitter Sweet (en) : Gussi
- 1933 : Sleeping Car : Simone
- 1934 : Bypass to Happiness : Dinah
- 1936 : Two on a Doorstep : Jill Day
- 1941 : Jeannie : Margaret
- 1945 : L'esprit s'amuse (ou L'Espiègle revenante ou Blithe Spirit) de David Lean : Elvira Condomine
- 1948 : Call of the Blood de John Clements (en) et Ladislas Vajda : Dr. Anne Lester
- 1961 : Cinq Heures payées comptant (Five Golden Hours) de Mario Zampi : Martha

### À la télévision
- 1953 : Henry V (téléfilm) : Catherine de Valois
- 1954 : Pygmalion (téléfilm) : Eliza Doolittle
- 1955 : Letter to Loretta (série télévisée) : Saleswoman
- 1957 : Sergeant Preston of the Yukon (série télévisée) : Anna Nelson